# Saphobius laticollis
Saphobius laticollis är en skalbaggsart som beskrevs av Thomas Broun 1916. Saphobius laticollis ingår i släktet Saphobius och familjen bladhorningar. Inga underarter finns listade i Catalogue of Life.